# Каратницький Остап Іванович
Оста́п Іва́нович Каратни́цький (псевдо «Морський»; 30 серпня 1908, с. Явче, нині Рогатинський район, Івано-Франківська область — 1945, біля села Танява, Болехівська міська рада, Івано-Франківська область) — заступник командира Воєнної округи УПА «Маківка».

## Життєпис

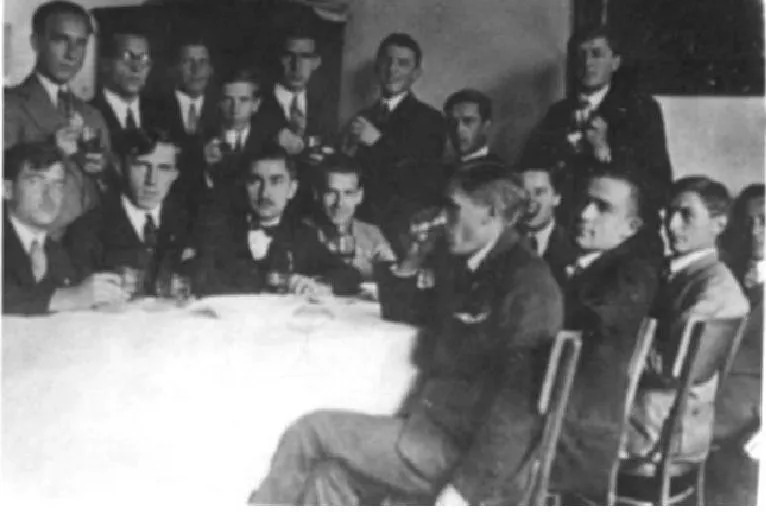
Курінна рада пластового куреня «Червона Калина». Сидять зліва направо: Степан Охримович, Володимир Калинович, Володимир Ерденберґер, Євген Пеленський, Богдан Чехут, Осип Грицак, Роман Ерденберґер, Степан Новицький, Михайло Поточняк. Стоять зліва направо: Осип Тюшка, Н, Остап Каратницький, Степан Бандера, Юліан Гошовський, Ярослав Рак, Ярослав Падох, Роман Щуровський. Львів, «Академічний дім», 21 жовтня 1928 р.

Народився 30 серпня 1908 року в селі Явче (тепер Рогатинський район, Івано-Франківська область).
Пластун стрийського 5 куреня ім. князя Ярослава Осмомисла, 2 куреня УСП загону «Червона Калина».
У 1927 році закінчив Стрийську гімназію, з того ж року в складі 2-го куреню старших пластунів «Червона калина», тоді ж до куреню вступили Степан Бандера, Ярослав Падох — «Босняк», Ярослав Рак — «Мортик», Осип Тюшка — «Пінка», Богдан Чехут — «Марко», Роман Щуровський — «Щур», Степан Янів — «Комар».
Член ОУН з початку 1930-х; член обласного проводу ОУН Дрогобиччини.
У вересні 1933 року був арештований польською владою за «шкільну акцію» на Стрийщині, тоді ж були арештовані Олександр Гасин, Петро Мірчук, Володимир Тимчій, Микита Опришко.
Чотовий старшинської школи «Олені» − 1944, заступник командира Воєнної Округи УПА «Маківка», керівниками відділів були Олександр Андрусейко-«Аркадій», Юрко Гасин-«Строюк» та Адам Куровицький-«Сірий».
Станом на осінь 1944 року був організаційним референтом Стрийського надрайонового проводу ОУН — про це зазначала Козак-Савицька Ірина.
В протоколі допиту Тетяни Сидоренко, датованому 17 грудня 1945 року відзначається, що станом на серпень 1945-го Дрогобицьким обласним провідником був підпільник «Морський», в партійних документах того часу він зазначається Стрийським окружним провідником.
Після його загибелі окружним провідником Дрогобиччини був Іван Лаврів-«Нечай», «Мирон».